# Hello Out There!
Hello Out There! és una obra en un acte del dramaturg armeni-americà William Saroyan escrita a principis d'agost de 1941.

## Trama
L'obra està ambientada en una petita presó de Texas. Hi ha dos personatges principals, Photo-Finish i Emily, a qui Saroyan es refereix simplement com "Un home jove" i "una noia". Photo-Finish és un jugador de la seva sort i acaba a la presó en un forat de la ciutat com a conseqüència d'una denúncia per violació d’una prostituta casada quan es va negar a pagar-li després d'arribar a casa seva.
Allà coneix l'Emily, una cuinera infeliç. Quan es troben, és amor a primera vista. L'Emily i el Photo-Finish s'enamoren i fan plans per anar a San Francisco, però els seus plans es veuen aixafats quan els homes que busquen Photo-Finish el troben i el maten.

## Historial de producció
L'obra es va representar per primera vegada l'any 1941 al Lobero Theatre de Santa Barbara (Califòrnia) com a aixecament del teló d'un renaixement de The Devil's Disciple de George Bernard Shaw, i es va representar per primera vegada a Broadway el 1942. La producció de Broadway fou protagonitzada per Eddie Dowling i Julie Haydon. Al Pacino va interpretar el jove en una actuació el 1963 que va marcar la seva primera aparició a l'escenari de la ciutat de Nova York.

## Adaptació cinematogràfica
El 1950, l'obra va ser adaptada a un curtmetratge, dirigida per James Whale i produïda pel milionari Huntington Hartford. Va ser protagonitzada per Harry Morgan, Marjorie Steele (la llavors dona d'Hartford), Lee Patrick i Ray Teal. La pel·lícula, pensada per ser un episodi d'una pel·lícula d'antologia a l'estil de pel·lícules similars com Quartet (1948) de W. Somerset Maugham,no es va estrenar mai. Hello Out There va ser l'última pel·lícula de Whale.

## Òpera
El 1953, el compositor Jack Beeson va compondre una òpera de cambra en un acte basada en l'obra.